# Erckartswiller
Erckartswiller település Franciaországban, Bas-Rhin megyében. Lakosainak száma 289 fő (2022. január 1.). Erckartswiller Wingen-sur-Moder, La Petite-Pierre, Sparsbach, Wimmenau és Zittersheim községekkel határos.

## Népesség
A település népességének változása:
| Lakosok száma | 308  | 305  | 299  | 299  | 299  | 299  | 293  | 289  |
|               | 2013 | 2015 | 2017 | 2018 | 2019 | 2020 | 2021 | 2022 |